# Trupanea foliosi
Trupanea foliosi är en tvåvingeart som beskrevs av Frias 1985. Trupanea foliosi ingår i släktet Trupanea och familjen borrflugor. Inga underarter finns listade i Catalogue of Life.